# Лагортаю
Лагортаю (устар. Лагорта-Ю, Лохортаю) — река в Шурышкарском районе Ямало-Ненецкого АО. Устье реки находится в 75 км по правому берегу реки Танью. Длина реки 32 км, в 9 км по левому берегу впадает Труба-Ю.

## Данные водного реестра
По данным государственного водного реестра России относится к Нижнеобскому бассейновому округу, водохозяйственный участок реки — Обь от впадения реки Северная Сосьва до города Салехард, речной подбассейн реки — бассейны притоков Оби ниже впадения Северной Сосьвы. Речной бассейн реки — (Нижняя) Обь от впадения Иртыша.